# Baumol-hatás
A Baumol-hatás közgazdasági jelenség, melyet először William J. Baumol és William G. Bowen írtak le 1966-ban született munkájukban. A fogalom a költség-kór (cost disease) néven is ismertté vált. Empirikus eredményeik szerint - melyeket az előadóművészek kulturális termelésén is szemléltettek - egyes piacok szereplői növekvő átlagköltségekkel szembesülnek, mely a dolgozók relatíve csökkenő produktivitásának következménye. Más piacok szereplői egyre hatékonyabban termelnek, míg szóban forgók nem képesek jelentősen innoválni. Költségeik növekedése pedig a termékek árának emelkedését, végső soron pedig alacsonyabb fogyasztást eredményez.
A kór a XX. században rohamosan elterjedt tömegtermeléssel ütötte fel a fejét, egyes iparágak ugyanis képtelenek tartani a lépést a gazdasági fejlődést biztosító technológiai progresszióval. A lemaradás tekintetében az alábbi szektorokat szokás említeni: oktatás, egészségügy, kulturális iparágak vagy akár a szemét elszállítása.  Így napjainkat meghatározó gazdaságpolitikai kérdések mögött is meghúzódik a költség-kór, ugyanis több merit javakat is előállító iparág küzd a fertőzés okozta növekvő költségekkel és csökkenő bevételekkel.

## Közgazdasági magyarázat
Az érintett iparágakra jellemző a termelési tényezők alacsony helyettesíthetősége. Alapvető közgazdasági absztrakció értelmében a termelés tőke és munka felhasználásával történik, mely erőforrások kombinációja a technológiai fejlődéssel változik. Egységnyi tőkére trend szerint kevesebb munka esik, ugyanis az ember feladatait átveszik a eszközök (tőke), vagy csak hatékonyabb munkát tesznek lehetővé. A költség-kórral érintett szektorokban korlátokba ütközik a tényezők kombinációjának fejlődése, így az egységnyi elvégzett emberi munka eredményezte termék mennyisége nem nő, tehát fertőzött iparág produktivitása relatíve csökken a fejlődő iparágakhoz képest. Egy klasszikus vonósnégyes előadása például továbbra is négy - bármilyen remek - hangszert és négy művészt igényel, míg a fejlett robotokkal végzett sebészi beavatkozások sem zajlanak orvosok nélkül, ugyanakkor más iparágak korábban kézzel készített termékei most futószalagon közlekednek a gyárakban.

## Következmények
Az emberi munka viszonylagosan csökkenő produktivitása hat a termelő szervezet költségeire, mely jóléti problémákat is felvet.

### Növekvő termelési költségek
A gazdaságban a bérek növekedése általános, minden iparágra kiterjedő jelenség. Ennek magyarázata a munka produktivitásának növekedése, mely azonban nem egyenletesen általános jelenség. A Baumol-hatás sújtotta szektorban is nőnek a bérek, míg a produktivitás növekménye elmarad. Bérek növekedésének elmaradása esetében nem tudna versenyezni a szektor a munkaerőpiacon. E spirál következménye, hogy azok a dolgozók is magas béreket kapnak, akik nem termelik meg annak ellenértékét, így a költségek növekedése a termelt mennyiség stagnálása mellett is végbe megy.

### Jóléti hatások
Az első következményből eredően a termelő szervezet kénytelen árat emelni megnövekedett költségei okán. A magasabb árak hatására a piacon keresett mennyiség csökken, kevesebb ember fogyasztja a terméket. Szemléletes, hogy az USA-ban nem ritka, ha valakinek plazmatelevíziója van, míg egészségbiztosítása nincsen.
Politikai kérdés tehát, hogy az állam szükségesnek ítéli-e a Baumol-hatást kompenzálni, és az érintett piacokat támogatni, esetleg évről évre az inflációt is meghaladó támogatással segíteni.

## Az elmélet kritikái
Baumol és Bowen elméletét, illetve annak hosszú távú érvényességét számos kritika éri, melyek közül a következő három a kulturális iparágak gyógyulását vetítik előre:

### A disztribúció fejlődése
A már meghaladott digitális adathordozók korából a digitális világba lépve egy előadás, művészi produktum előállításának költsége még nem csökken, az output elérhetősége és terjeszthetősége azonban hatékonyabbá válik. A kommunikáció során a kultúra több emberhez jut el, mely versenyt eredményez, szegmentálódik a piac. Az egyes szegmensekben pedig a kínálat eséllyel találja meg a keresletét.

### Termékfejlesztés
A kulturális piacokon is teremthető méret- és skálahozadék. Egy színház például előadásaiból portfóliót építhet, a kultúrát az ország művelődési házaiban is termelhetik. Továbbá maga az alkotási folyamat is végbe mehet produktívabb munkahasználattal kevesebb tőke mellett: A modern színművészet például gyakran minden eszközt nélkülöz előadásai során, egy koncerthez pedig elég egy lemezjátszó szett is.

### Túlkínálat a munkaerőpiacon
A művészek piaca túlkínálattal szembesül. A szükségesnél több ember szeretne művész lenni, mely jelenség túlkínálatot teremt a munkaerőpiacon lenyomva a béreket, tehát a költségeket (kivéve a sztárokat).